# Lourdes Ramalho
Maria de Lourdes Nunes Ramalho, mais conhecida literariamente como Lourdes Ramalho (Jardim do Seridó, 1920 - Campina Grande, 7 de setembro de 2019), foi uma professora, poeta, dramaturga e pesquisadora brasileira, nascida em Jardim do Seridó, no Rio Grande do Norte. Em 1958, fixou residência em Campina Grande, na Paraíba, cidade onde viveu até o seu falecimento. Autora de uma extensa obra para o teatro, suas obras lhe renderam muitos prêmios, homenagens e indicações dentro e fora do Brasil.

## Biografia
A partir da década de 70, suas peças começaram a despontar pelo cenário teatral do país. Fogo-Fátuo, em 1974, recebeu o prêmio de melhor Texto no I Festival Nacional de Arte de Campina Grande (PB). A peça As Velhas, em sua primeira montagem, no ano de 1975, ganhou o primeiro lugar no III Festival de Teatro Amador do Paraná, na cidade de Ponta Grossa. Em 1976, A Feira, foi contemplada, no Festival Regional de Feira de Santana, Bahia, com o prêmio de Melhor Texto. 
A partir dos anos 90, Lourdes Ramalho passou a dar mais ênfase a uma dramaturgia escrita em cordel. Uma de suas obras escrita em versos para o teatro, Romance do Conquistador, foi escolhida no ano de 1992, pela Embaixada da Espanha, para representar o Brasil nos festejos em comemoração aos 500 anos da chegada dos Espanhóis à América. 
Estudiosa da obra de Federico García Lorca, a teatróloga foi convidada pela Embaixada da Espanha, em 1998, para discursar sobre a obra do dramaturgo espanhol, no Brasília Capital do Debate, realizado em homenagem ao centenário de Lorca. 
No ano de 2005, em sua homenagem, foi reinaugurado o Centro Cultural de Campina Grande, pela prefeitura Municipal, com o nome Centro Cultural Lourdes Ramalho. Em 2011, foi a homenageada da 2º Jornada de Estudo Internacional sobre Poéticas da Oralidade: Lourdes Ramalho e o Teatro Popular, organizada pela Universidade Estadual da Paraíba (UEPB).
Lourdes Ramalho também produziu vários textos dedicados ao público infantil. A maioria desses textos foi publicado no livro Teatro Infantil: Coletânea de Textos Infantojuvenis. Os textos possuem reminiscências da infância da autora e também de seus filhos.
E, embora a maioria da produção da escritora tenha sido voltada para o teatro, Lourdes Ramalho tem publicado o livro de poemas Flor de Cacto, que já se encontra em sua segunda edição e o livro Raízes Ibéricas, Mouras e Judaicas do Nordeste, que a consagrou como uma respeitada pesquisadora na área.

## Prêmios
- Primeiro lugar no III Festival de Teatro Amador do Paraná. 1975.
- Premiada pelo Serviço Nacional do Teatro. 1976.
- Revelação do Projeto Mambembão. 1989.
- Prêmio de Melhor Espetáculo no XII FITEI (Festival de Teatro de Expressão Ibérica). Portugal, 1990.
- Premiada pelo Serviço Nacional do Teatro. 1978.
- Prêmio de Melhor Texto pelo Serviço Nacional do Teatro. 1976.
- Prêmio de Melhor Texto no Festival Regional de Feira de Santana – BA. 1976.
- Premiada pelo júri popular como Melhor Espetáculo do XIX Festival de Teatro de Guaramiranga – CE. 2012.
- Prêmio de Melhor Texto no Festival Ipitanga de Teatro – BA. 2016.
- Primeiro lugar no Concurso de Textos do Ministério da Cultura – Oficina do Autor. Brasília, 1999.
- Melhor texto no 10º Festival de Monólogos. Franca - SP, 1999.
- Primeiro lugar no I Festival Nacional de Arte de Campina Grande – PB. 1974.
- Prêmio de Melhor Texto e Ator no 6º Festival do Teatro da Amazônia – AM. 2009.
- Prêmio de Melhor Espetáculo Adulto na I Mostra de Teatro de Caruaru – PE. 1987.
- Prêmio de Dramaturgia no III Festival de Teatro de Guarabira – PB. 2004.
- Prêmio de Dramaturgia na XI Mostra Estadual de Teatro e Dança da Paraíba. 2004.
- Primeiro lugar no I Concurso Paraibano de Peças Teatrais, promovido pela Secretaria de Educação e Cultura e Serviço Nacional de Teatro. 1976.
- Melhor Texto e Interpretação no Festival de Inverno de Campina Grande – PB. 1979.
- Prêmio de Melhor Espetáculo, Direção, Ator, Atriz, Cenário, Dramaturgia e Figurino na XIII Mostra Estadual de Teatro e Dança da Paraíba. 2006.

## Obras

### Peças de Teatro
- Na Lua é Assim (final da década de 1940)[13]
- O Cangaceiro (escrito na década de 1960, mas nunca publicado)[13]
- Fogo-Fátuo (1974)
- As Velhas (1975)
- A Feira (1976)
- Uma Mulher Dama (apresentado no Teatro Severino Cabral, Paraíba, em 1979)[13]
- Guiomar Sem Rir Sem Chorar (estreada no Teatro Severino Cabral, Paraíba, em 1982)[13]
- Fiel Espelho Meu  (estreada em 1982)[13]
- A Mulher da Viração (encenada no Teatro Severino Cabral, Paraíba, em 1983)[13]
- Guiomar Filha da Mãe (apresentada a primeira vez no Teatro Ednaldo do Egypto, em Brasília, em 2003 e em Paraíba, em 2004)[13]
- Um Homem e uma Mulher (escrito em 2005, deriva de outro texto não publicado - O Cangaceiro - escrito na década de 1960)[13]
- O Trovador Encantado[13]